# Бреста
Бегемо́т Бре́ста (1958, Мюнхен, ФРН — 23 травня 2016, Київ, Україна) — бегемотиха, що мешкала у Київському зоопарку з 1973 по 2016 рік. Станом на 2016 рік була найстарішим бегемотом світу.

## Життєпис
Бреста народилася у Мюнхенському зоопарку в 1958 році, звідки її зовсім маленькою перевезли до Ленінграду. На початку 1970-х в Леніградському зоопарку зібралися зносити стару дореволюційну будівлю і Бресту та її «нареченого» Алмаза віддали на перетримку до Київського зоопарку. Втім, як з'ясувалося пізніше, Київ став для них рідною домівкою назавжди. У 1985 році самець помер, а Бреста залишилася одна.
Бегемотиха завжди мала доброзичливий, врівноважений та дещо флегматичний характер. В 2013 році, у віці 55 років, Бреста отримала звання найстарішого бегемота в світі (в неволі бегемоти зазвичай живуть близько 40-45 років). Втім, вік давав про себе знати і сильно позначився на здоров'ї тварини. Останніми роками Бресті, що хворіла на старечий остеоартроз, було все важче пересуватися і більшість часу вона проводила під водою, виринаючи лише заради їжі. 23 травня 2016 року Бреста померла уві сні від старості.

## Цікаві факти
- Своє ім'я Бреста отримала випадково. При перетині кордону з СРСР на митниці міста Берестя, де проходило оформлення документів, виникла потреба записати ім'я бегемота. Спільними зусиллями вирішили найменувати її на честь міста-героя Берестя (Бреста).